# Sobral de Monte Agraço (freguesia)
A Freguesia de Sobral de Monte Agraço é uma freguesia portuguesa do Município de Sobral de Monte Agraço, com 8,67 km² de área e 3485 habitantes (censo de 2021), tendo, por isso, uma densidade populacional de 402 hab./km².

## Demografia
A população registada nos censos foi:
Nota: Nos anos de 1864 e 1878 pertencia ao concelho de Arruda dos Vinhos. Passou para o atual concelho por decreto de 22/03/1890, que criou o concelho de Sobral de Monte Agraço.
| Distribuição da População por Grupos Etários | Distribuição da População por Grupos Etários | Distribuição da População por Grupos Etários | Distribuição da População por Grupos Etários | Distribuição da População por Grupos Etários |
| -------------------------------------------- | -------------------------------------------- | -------------------------------------------- | -------------------------------------------- | -------------------------------------------- |
| Ano                                          | 0-14 Anos                                    | 15-24 Anos                                   | 25-64 Anos                                   | > 65 Anos                                    |
| 2001                                         | 444                                          | 428                                          | 1537                                         | 528                                          |
| 2011                                         | 528                                          | 349                                          | 1875                                         | 654                                          |
| 2021                                         | 491                                          | 361                                          | 1854                                         | 779                                          |

## Património
- Capela de Sobral de Monte Agraço ou Capela do Salvador do Mundo - século XII
- Igreja Matriz de Sobral de Monte Agraço - renascentista - século XVI
- Casas da Câmara e Cadeia de Sobral de Monte Agraço - século XVIII
- Cine-Teatro de Sobral de Monte Agraço - Arte Deco - século XX
- Igreja de Nossa Senhora da Vida